# ستيرلينغ أ. جالت
ستيرلينغ أ. جالت (بالإنجليزية: Sterling A. Galt)‏ هو عسكري أمريكي، ولد في أكتوبر 1866 في تانيتاون في الولايات المتحدة، وتوفي في 21 أكتوبر 1908.